# Blagoevgrad
Blagoevgrad (bulharsky Благоевград, do roku 1950 Го̀рна Джумая̀) je město na jihozápadě Bulharska asi 100 km jižně od hlavního města Sofie. Leží na březích řeky Blagoevgradska Bistrica a v blízkosti pohoří Rila a Pirin, nedaleko hranic se Srbskem a Severní Makedonií. Poblíž města vede mezinárodní dálnice E-79 a železnice, která spojuje střední Evropu a Řecko. Žije v něm přibližně 73 tisíc obyvatel.

## Historie
Sídlo je díky svým teplým pramenům starobylé a již ve 3. století př. n. l. v jejich okolí vzniklo thrácké sídliště Skaptopara. O něm existuje písemnost z roku 238, kdy místní obyvatelé zaslali žádost římskému císaři Gordianovi III., aby se dvě míle od města mohly konat několikrát za rok trhy, s výročním trhem od 1. do 15. října.
S příchodem Slovanů původní sídlo zaniklo a bylo obnoveno až za osmanského panství v 15. století.

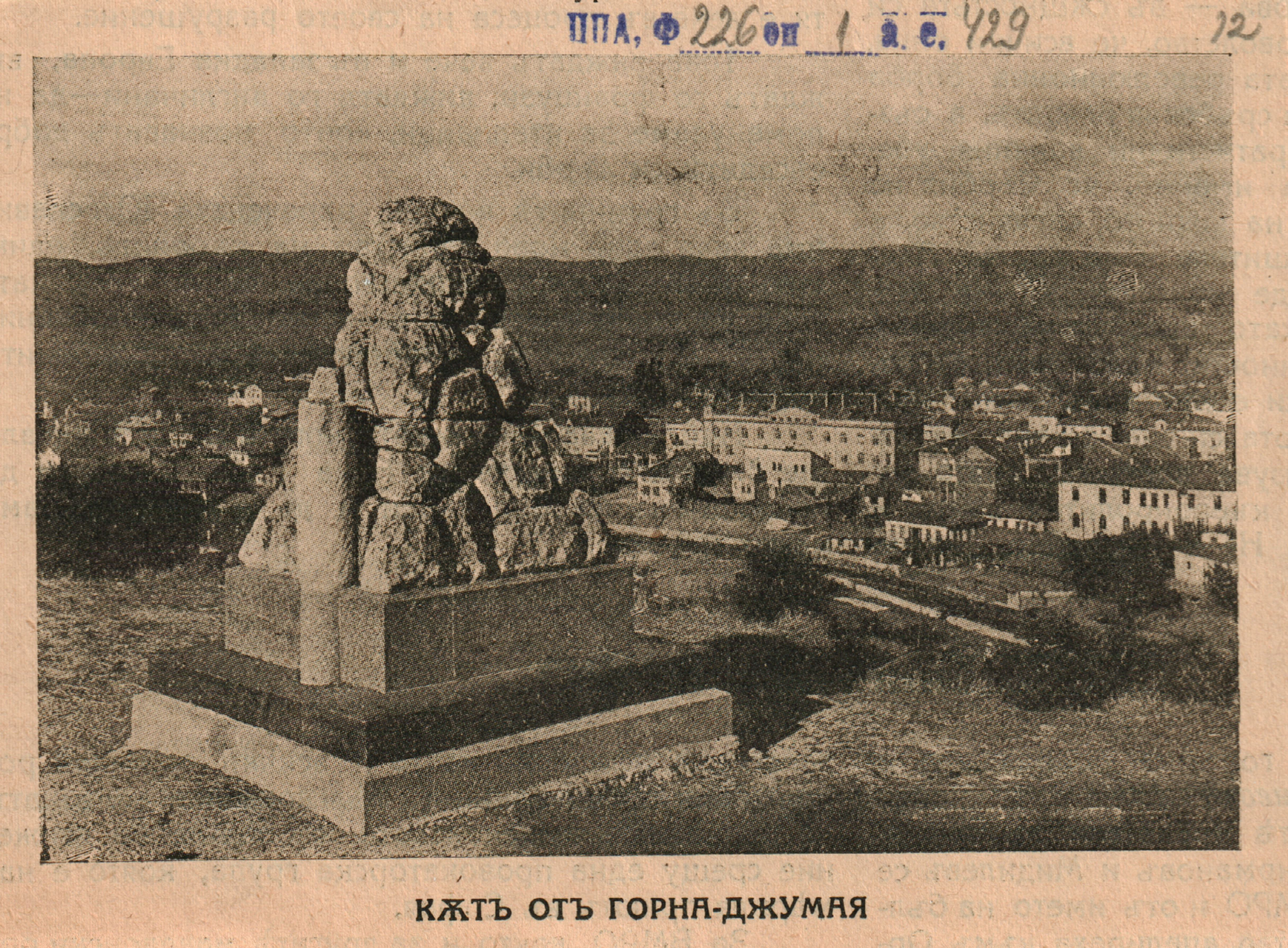
Pohlednice z roku 1932

Jeho jméno se opakovaně měnilo a vesměs bylo odvozeno z tureckého slova cuma (džuma – pátek), což byl zdejší trhový den: Cuma Pazarı, Cuma, Banya, Orta Cuma, Cumaya, Yukarı Cuma, Gorna Džumaja. V polovině 16. století ho navštívil Evlija Čelebi a zaznamenal 200 domů, 80 obchodů a množství minerálních pramenů. Na počátku 19. století se na východním předměstí začali usazovat Bulhaři, nicméně ještě ve 30. letech ho francouzský cestovatel Ami Boué popsal jako město se třemi až čtyřmi tisíci obyvateli, vesměs Turky a Pomaky. V roce 1844 byl zde postaven první kostel, což o rok později zaznamenal i ukrajinský cestovatel Viktor Grigorovič, a v roce byla otevřena místní bulharská knihovna. V důsledku rusko-turecké války došlo k pohybu obyvatelstva, takže v roce 1891 zde bylo zaznamenáno 1 200 domů, převážně nových, přičemž přistěhovalci byli především Romové, Řekové a Arumuni, kdežto bulharská populace oslabila. Přesnější obrázek dává sčítání lidu z roku 1900 – z 6 440 obyvatel bylo 4 500 Turků, 1 250 Bulharů, 250 Arumunů, 200 Cikánů, 180 Židů a 60 Řeků.
Město se stalo součástí Bulharska během první balkánské války, když do něj 5. října 1912 vstoupila bulharská vojska. Za druhé balkánské války bylo turecké obyvatelstvo vyhnáno a město dosídleno bulharskými utečenci především z Makedonie, takže z odhadovaných 7 tisíc obyvatel v roce 1916 zde žilo jen 30 tureckých rodin a 100 rodin ostatních nebulharských národností. Významného pokroku dosáhlo město ve 20. letech – byla založena dvě gymnázia a archeologické muzeum, město bylo elektrifikováno, rozvinulo se lázeňství využívající teplých pramenů, v důsledku čehož bylo postaveno vícero hotelů. V roce 1934 byla dostavěna veřejná vodovodní síť a o tři roky později byla do města dovedena železnice. V roce 1950 bylo město přejmenováno po politikovi Dimitru Blagoevovi a poté byly k němu postupně připojeny dvě blízké dědiny. Na počátku 80. let byl přepracován územní plán a podle něj pak přestavěno centrum města, a to především administrativními budovami.

## Současnost
Nachází se tu velký závod na zpracování tabáku, pivovar, Blagoevgradská americká univerzita a Jihozápadní univerzita Neofita Rilského.

## Obyvatelstvo
K 15. září 2024 ve městě žilo 72 788 obyvatel a bylo zde trvale hlášeno 81 991 obyvatel. Podle sčítání 1. února 2011 bylo národnostní složení následující:
- Bulhaři: 62 674 (95.6 %)
- Romové: 1 813 (2.8 %)
- Turci: 123 (0.2 %)
- ostatní[p 2]: 955 (1.5 %)

## Partnerská města
- Auburn, Alabama, USA
- Batumi, Gruzie
- Delčevo, Severní Makedonie
- Nagasaki, Japonsko
- Skopje, Severní Makedonie
- Serres, Řecko
- Székesfehérvár, Maďarsko
- Thessaloniki, Řecko

## Galerie

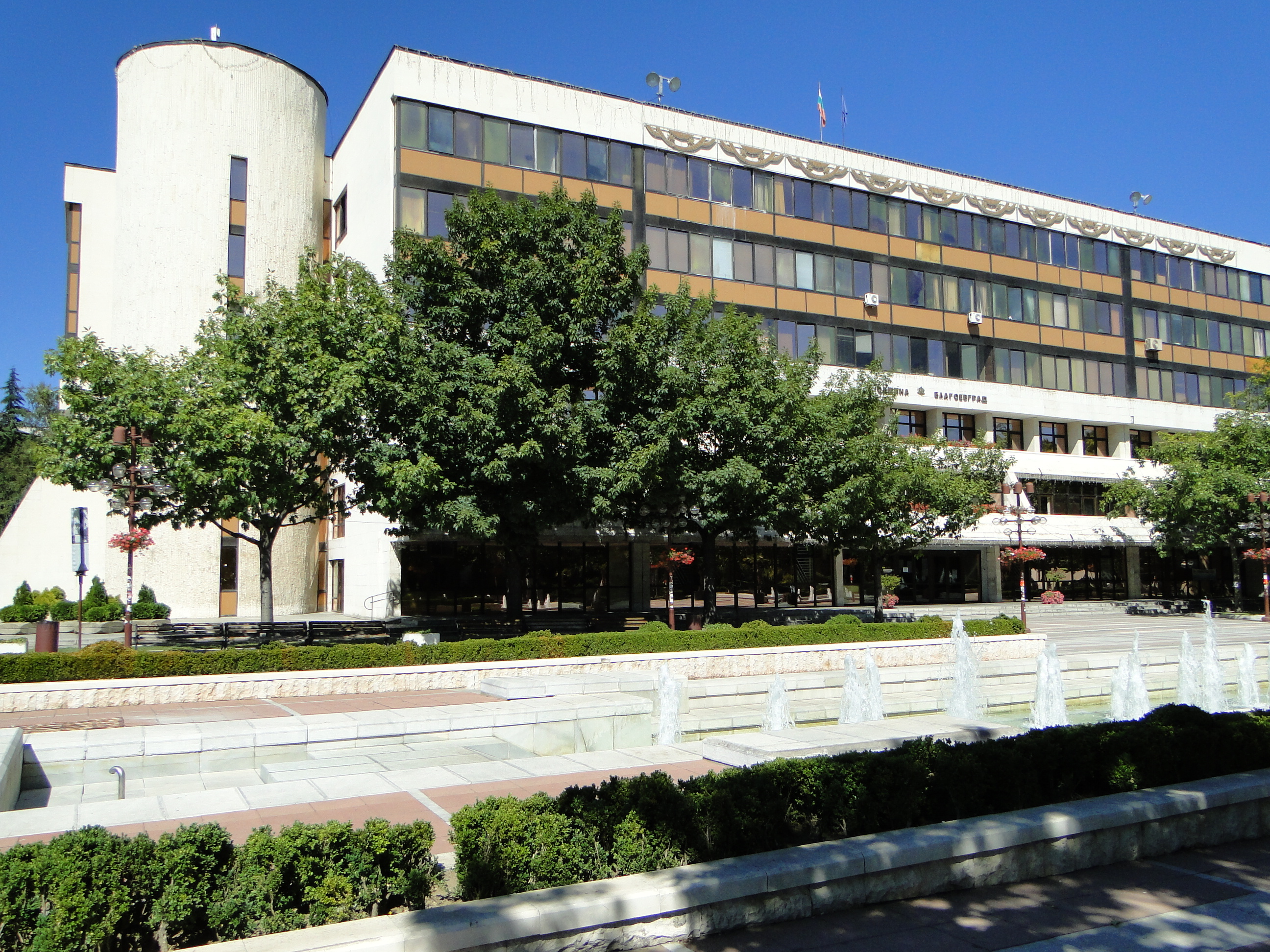
Budova městského úřadu
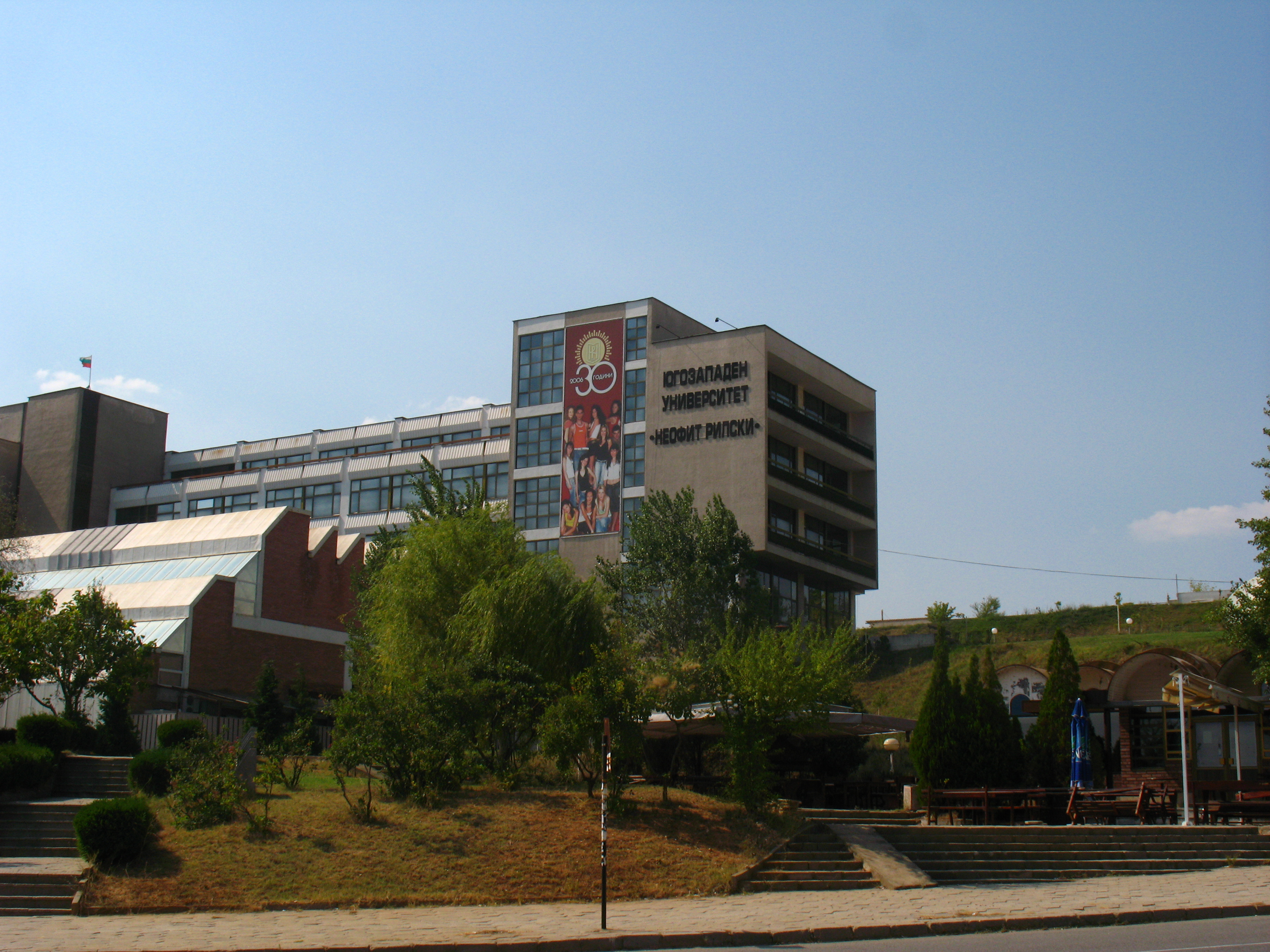
Jihozápadní univerzita Neofita Rilského
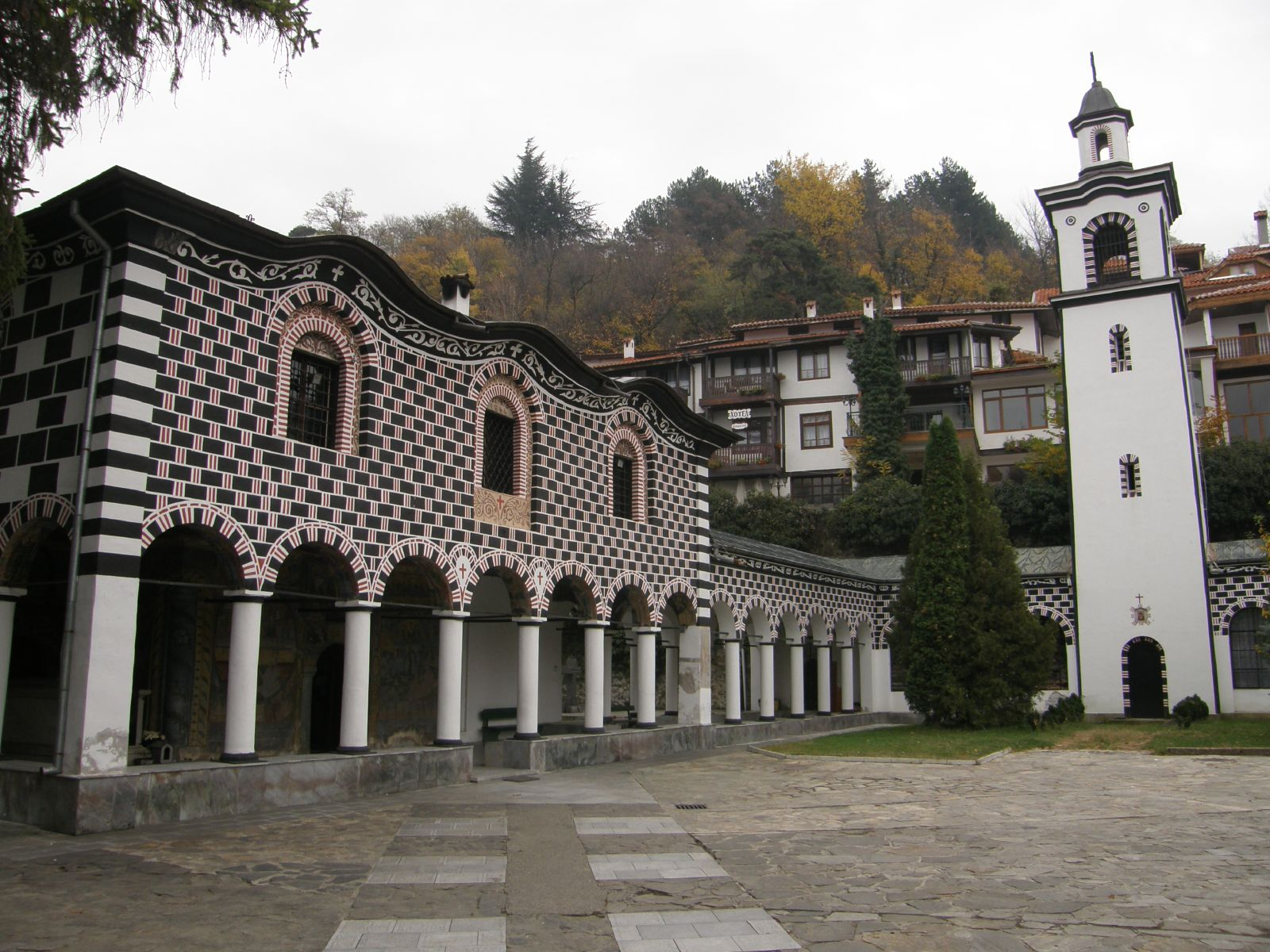
Chrám Uvedení přesvaté Bohorodice
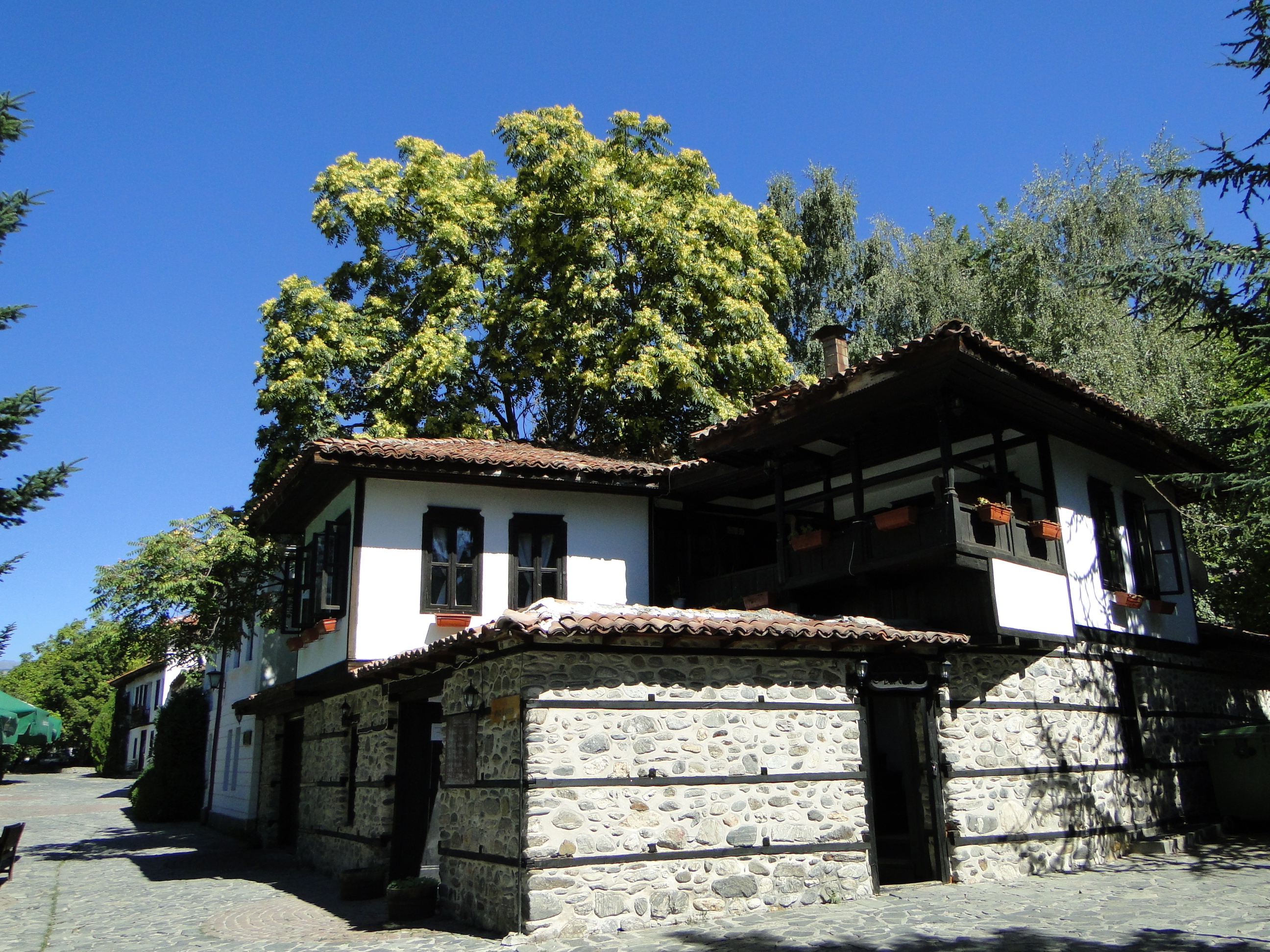
Historické domy ve městě
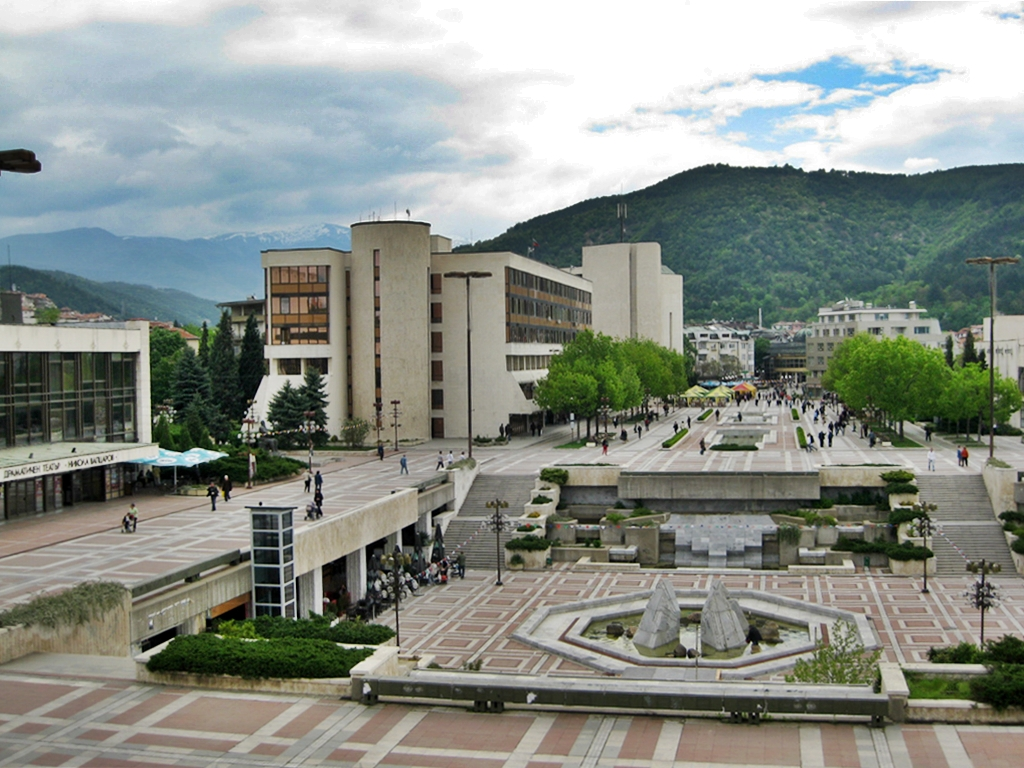
Nová výstavba